# Wereldkampioenschap superbike van Phillip Island 2001
Het wereldkampioenschap superbike van Phillip Island 2001 was de derde ronde van het wereldkampioenschap superbike en de tweede ronde van het wereldkampioenschap Supersport 2001. De races werden verreden op 22 april 2001 op het Phillip Island Grand Prix Circuit op Phillip Island, Australië.
Vanwege zware regenval werd de tweede superbike-race afgelast.

## Superbike
| Pos | Nr  | Rijder              | Constructeur | Rondes | Tijd                | Grid | Punten |
| --- | --- | ------------------- | ------------ | ------ | ------------------- | ---- | ------ |
| 1   | 1   | Colin Edwards       | Honda        | 22     | 39:58.665           | 3    | 25     |
| 2   | 8   | Tadayuki Okada      | Honda        | 22     | +4.455              | 9    | 20     |
| 3   | 21  | Troy Bayliss        | Ducati       | 22     | +22.884             | 5    | 16     |
| 4   | 5   | Akira Yanagawa      | Kawasaki     | 22     | +49.731             | 10   | 13     |
| 5   | 36  | Broc Parkes         | Ducati       | 22     | +1:17.183           | 8    | 11     |
| 6   | 3   | Troy Corser         | Aprilia      | 22     | +1:17.998           | 1    | 10     |
| 7   | 4   | Pierfrancesco Chili | Suzuki       | 22     | +1:38.610           | 14   | 9      |
| 8   | 24  | Stéphane Chambon    | Suzuki       | 22     | +1:39.639           | 17   | 8      |
| 9   | 33  | Robert Ulm          | Ducati       | 21     | +1 ronde            | 24   | 7      |
| 10  | 51  | Martin Craggill     | Ducati       | 21     | +1 ronde            | 22   | 6      |
| 11  | 100 | Neil Hodgson        | Ducati       | 21     | +1 ronde            | 2    | 5      |
| 12  | 99  | Steve Martin        | Ducati       | 21     | +1 ronde            | 12   | 4      |
| 13  | 45  | Alistair Maxwell    | Kawasaki     | 21     | +1 ronde            | 25   | 3      |
| 14  | 52  | James Toseland      | Ducati       | 21     | +1 ronde            | 19   | 2      |
| 15  | 23  | Jiří Mrkývka        | Ducati       | 21     | +1 ronde            | 26   | 1      |
| DNF | 155 | Ben Bostrom         | Ducati       | 20     | Ongeluk             | 4    |        |
| DNF | 35  | Giovanni Bussei     | Ducati       | 16     | Ongeluk             | 18   |        |
| DNF | 46  | Mauro Sanchini      | Ducati       | 16     | Uitgevallen         | 21   |        |
| DNF | 31  | Michele Malatesta   | Kawasaki     | 14     | Ongeluk             | 23   |        |
| DNF | 6   | Gregorio Lavilla    | Kawasaki     | 13     | Ongeluk             | 7    |        |
| DNF | 20  | Marco Borciani      | Ducati       | 11     | Uitgevallen         | 20   |        |
| DNF | 7   | Juan Borja          | Yamaha       | 10     | Ongeluk             | 16   |        |
| DNF | 11  | Rubén Xaus          | Ducati       | 8      | Ongeluk             | 11   |        |
| DNF | 26  | Warwick Nowland     | Honda        | 7      | Uitgevallen         | 30   |        |
| DNF | 27  | Bertrand Stey       | Honda        | 7      | Uitgevallen         | 28   |        |
| DNF | 19  | Hitoyasu Izutsu     | Kawasaki     | 4      | Ongeluk             | 13   |        |
| DNF | 55  | Régis Laconi        | Aprilia      | 4      | Ongeluk             | 6    |        |
| DNF | 42  | Jay Normoyle        | Suzuki       | 3      | Uitgevallen         | 27   |        |
| DNF | 22  | Lucio Pedercini     | Ducati       | 2      | Uitgevallen         | 15   |        |
| DNS | 41  | Ludovic Holon       | Kawasaki     | 0      | Niet gestart        | 29   |        |
| DNQ | 40  | Scott Webster       | Kawasaki     | 0      | Niet gekwalificeerd |      |        |
| DNQ | 43  | Sean McKay          | Kawasaki     | 0      | Niet gekwalificeerd |      |        |
| DNQ | 44  | Roger Wallis        | Ducati       | 0      | Niet gekwalificeerd |      |        |

## Supersport
| Pos | Nr | Rijder               | Constructeur | Rondes | Tijd           | Grid | Punten |
| --- | -- | -------------------- | ------------ | ------ | -------------- | ---- | ------ |
| 1   | 11 | Kevin Curtain        | Honda        | 21     | 39:32.490      | 3    | 25     |
| 2   | 24 | Adam Fergusson       | Honda        | 21     | +2.220         | 11   | 20     |
| 3   | 8  | Andrew Pitt          | Kawasaki     | 21     | +12.674        | 8    | 16     |
| 4   | 22 | Vittoriano Guareschi | Ducati       | 21     | +17.615        | 4    | 13     |
| 5   | 7  | Pere Riba            | Honda        | 21     | +20.163        | 9    | 11     |
| 6   | 23 | Dean Thomas          | Ducati       | 21     | +23.899        | 6    | 10     |
| 7   | 2  | Paolo Casoli         | Yamaha       | 21     | +31.744        | 1    | 9      |
| 8   | 1  | Jörg Teuchert        | Yamaha       | 21     | +53.661        | 21   | 8      |
| 9   | 26 | Ivan Goi             | Honda        | 21     | +56.197        | 29   | 7      |
| 10  | 14 | Christophe Cogan     | Yamaha       | 21     | +59.971        | 26   | 6      |
| 11  | 16 | Christer Lindholm    | Yamaha       | 21     | +1:11.871      | 13   | 5      |
| 12  | 33 | Robbie Baird         | Yamaha       | 21     | +1:16.559      | 19   | 4      |
| 13  | 25 | Markus Barth         | Honda        | 21     | +1:35.536      | 22   | 3      |
| 14  | 12 | Piergiorgio Bontempi | Yamaha       | 21     | +1:40.861      | 20   | 2      |
| 15  | 31 | Vittorio Iannuzzo    | Suzuki       | 21     | +1:50.333      | 16   | 1      |
| 16  | 4  | Christian Kellner    | Yamaha       | 21     | +1:51.463      | 23   |        |
| 17  | 28 | Sébastien Le Grelle  | Honda        | 20     | +1 ronde       | 31   |        |
| 18  | 17 | Ivan Clementi        | Yamaha       | 20     | +1 ronde       |      |        |
| 19  | 99 | Fabien Foret         | Honda        | 20     | +1 ronde       | 15   |        |
| 20  | 63 | Brad Anassis         | Ducati       | 20     | +1 ronde       | 32   |        |
| 21  | 35 | Stefano Cruciani     | Yamaha       | 19     | +2 ronden      | 28   |        |
| 22  | 19 | Agustín Escobar      | Yamaha       | 19     | +2 ronden      | 30   |        |
| 23  | 34 | Jamie Stauffer       | Yamaha       | 19     | +2 ronden      | 24   |        |
| DNF | 37 | Katsuaki Fujiwara    | Suzuki       | 13     | Ongeluk        | 2    |        |
| DNF | 21 | Chris Vermeulen      | Honda        | 11     | Ongeluk        | 12   |        |
| DNF | 5  | Karl Muggeridge      | Suzuki       | 10     | Uitgevallen    | 10   |        |
| DNF | 6  | Iain MacPherson      | Kawasaki     | 9      | Ongeluk        | 5    |        |
| DNF | 9  | Fabrizio Pirovano    | Suzuki       | 9      | Ongeluk        | 7    |        |
| DNF | 15 | Werner Daemen        | Yamaha       | 8      | Ongeluk        | 17   |        |
| DNF | 65 | Jan Hanson           | Yamaha       | 7      | Uitgevallen    | 25   |        |
| DNF | 44 | Antonio Carlacci     | Ducati       | 4      | Ongeluk        | 18   |        |
| DNF | 69 | James Whitham        | Yamaha       | 4      | Schade ongeluk | 14   |        |

## Tussenstanden na wedstrijd

### Superbike
| Pos | Nr  | Rijder           | Team     | Punten |
| --- | --- | ---------------- | -------- | ------ |
| 1   | 21  | Troy Bayliss     | Ducati   | 96     |
| 2   | 3   | Troy Corser      | Aprilia  | 92     |
| 3   | 1   | Colin Edwards    | Honda    | 73     |
| 4   | 155 | Ben Bostrom      | Ducati   | 54     |
| 5   | 6   | Gregorio Lavilla | Kawasaki | 45     |

### Supersport
| Pos | Nr | Rijder               | Team     | Punten |
| --- | -- | -------------------- | -------- | ------ |
| 1   | 11 | Kevin Curtain        | Honda    | 36     |
| 2   | 7  | Pere Riba            | Honda    | 36     |
| 3   | 12 | Piergiorgio Bontempi | Yamaha   | 22     |
| 4   | 8  | Andrew Pitt          | Kawasaki | 21     |
| 5   | 22 | Vittoriano Guareschi | Ducati   | 21     |

1990 · 1991 · 1992 · 1994 · 1995 · 1996 · 1997 · 1998 · 1999 · 2000 · 2001 · 2002 · 2003 · 2004 · 2005 · 2006 · 2007 · 2008 · 2009 · 2010 · 2011 · 2012 · 2013 · 2014 · 2015 · 2016 · 2017 · 2018 · 2019 · 2020 · 2022 · 2023 · 2024 · 2025